# آلفرد دامت
آلفرد دامت (انگلیسی: Alfred Domett; ۲۰ مهٔ ۱۸۱۱ – ۲ نوامبر ۱۸۸۷) یک سیاست‌مدار اهل نیوزیلند بود.